# حسن بيك روملو
حسن بيك روملو (938 – 985 هـ) هو مؤرخ فارسي، من العصر الصفوي.
له كتاب «أحسن التواريخ»، ذكر الآقا بزرگ الطهراني أنه «يكثر النقل عنه صاحب رياض العلماء».